# 赤松里
赤松里為台灣新北市板橋區轄下之一里，里名來自漢代張良黃石公的故事，面積約0.0105平方公里，是全國面積最小的里。該里為板橋區的最起始里之一，自設板橋鎮以來即存在。